# 雜交探針
雜交探針（hybridization probe）又稱核酸探針（nucleic acid probe），是为了核酸分子杂交实验设计制备的示踪物，此示踪物利用标记核酸分子作为探针，来探测目标分子，鉴定与其互补或同源分子。
雜交探針通常为一小段單鏈DNA片段（十幾到幾百個鹼基），用於檢測與其互補的核酸序列。雙鏈DNA加熱變性成爲單鏈，隨後用放射性同位素（通常用32P）、荧光染料或者酶（如辣根過氧化物酶）標記成爲探針。32P通常被摻入組成DNA的四種核苷酸之一的磷酸基團中，而螢光染料和酶與核酸序列以共價鍵相連。
當將探針與樣品雜交時，探針和與其互補的核酸（DNA或RNA）序列通過氫鍵緊密相連，隨後，未被雜交的多餘探針被洗去。最後，根據探針的種類，可進行放射自顯影、荧光顯微鏡、酶聯放大等方法來判斷樣品中是否含有，或者何位置含有被測序列（即與探針互補的序列）。